# Jeremy Teela

Jeremy Teela podczas Zimowych Igrzysk Olimpijskich 2010

Jeremy Scott Teela (ur. 28 listopada 1976 w Seattle) – amerykański biathlonista.
Jego najlepszy dotychczasowy wynik w Pucharze Świata to 3. miejsce na zawodach w Whistler w sezonie 2008/09.
Podczas Igrzysk Olimpijskich w Salt Lake City, zajął 14. miejsce w biegu indywidualnym, 20 w sprincie, 23 w biegu pościgowym oraz 15 w sztafecie. Podczas Igrzysk w Turynie w 2006 r. zajął 9. miejsce w sztafecie, 51 w biegu indywidualnym i 60 w sprincie.

## Osiągnięcia

### Igrzyska Olimpijskie
| 2002 Salt Lake City/Park City (USA)    | 14. miejsc (IN), 20. miejsce (SP), 23. miejsce (PU), 15. miejsce (RL) |
| 2006 Turyn/Cesana San Sicario (Włochy) | 51. miejsce (IN), 60. miejsce (SP), 9. miejsce (RL)                   |
| 2010 Vancouver/Whistler (Kanada)       | 9. miejsce (SP), 24. miejsce (PU), 29. miejsce (MS), 13. miejsce (RL) |

### Mistrzostwa świata
| 1997 Osrblie (Słowacja)              | 20. miejsce (RL)                                                                         |
| 1999 Holmenkollen (Norwegia)         | 39. miejsce (SP), 58. miejsce (PU), 18. miejsce (RL), 75. miejsce (IN)                   |
| 2000 Holmenkollen (Norwegia)         | 86. miejsce (IN), 62. miejsce (SP), 16. miejsce (RL)                                     |
| 2001 Pokljuka (Słowenia)             | 55. miejsce (IN), 9. miejsce (SP), 20. miejsce (PU),                                     |
| 2003 Chanty-Mansijsk (Rosja)         | 76. miejsce (IN), 10. miejsce (SP), 17. miejsce (PU), 28. miejsce (MS), 17. miejsce (RL) |
| 2004 Oberhof (Niemcy)                | 75. miejsce (IN), 60. miejsce (SP), DNS (PU), 18. miejsce (RL)                           |
| 2005 Hochfilzen (Austria)            | 54. miejsce (IN), 22. miejsce (SP), 36. miejsce (PU),                                    |
| 2007 Anterselva (Włochy)             | 44. miejsce (IN), 46. miejsce (SP0, 46. miejsce (PU), 9. miejsce (RL)                    |
| 2008 Östersund (Szwecja)             | 47. miejsce (IN), 73. miejsce (SP), 15. miejsce (RL)                                     |
| 2009 P'yŏngch'ang (Korea Południowa) | 44. miejsce (IN), 69. miejsce (SP), 21. miejsce (RL)                                     |

### Puchar Świata

#### Miejsca w klasyfikacji generalnej
| Sezon     | Miejsce |
| --------- | ------- |
| 2000/2001 | 57.     |
| 2001/2002 | 53.     |
| 2002/2003 | 48.     |
| 2003/2004 | 66.     |
| 2004/2005 | 62.     |
| 2005/2006 | 92.     |
| 2006/2007 | 76.     |
| 2008/2009 | 71.     |
| 2009/2010 | 48.     |

#### Miejsca na podium w zawodach chronologicznie
| Lp. | Dzień    | Rok  | Miejscowość | Konkurencja                | Lokata | Pudła   | Czas biegu   | Strata  | Zwycięzca   |
| --- | -------- | ---- | ----------- | -------------------------- | ------ | ------- | ------------ | ------- | ----------- |
| 1.  | 11 marca | 2009 | Whistler    | Bieg indywidualny na 20 km | 3.     | 0+1+0+0 | 50 min 17.2s | +23.3 s | Vincent Jay |